# Siemion Furman
Siemion Abramowicz Furman, ros. Семён Абрамович Фурман (ur. 1 grudnia 1920 w Pińsku, zm. 16 marca 1978 w Leningradzie) – rosyjski szachista, trener i teoretyk szachowy, arcymistrz od 1966 roku.

## Kariera szachowa
Wielokrotnie startował w finałach mistrzostw ZSRR, najlepsze rezultaty osiągając w latach 1948 (III m.), 1949 (dz. V m.) i 1965 (dz. IV m.). W 1953 r. zdobył tytuł mistrza Leningradu, w latach 1954 i 1957 dzielił I miejsca. Spośród sukcesów w turniejach międzynarodowych wymienić należy zwycięstwa w Harrachowie (1966, przed Markiem Tajmanowem i Vlastimilem Hortem) oraz Polanicy-Zdroju (1967, memoriał Akiby Rubinsteina, przed Hortem i Wolfgangiem Uhlmannem), jak również III miejsca w Madrycie (1973, za Anatolijem Karpowem i Władimirem Tukmakowem) oraz w Bad Lauterbergu (1977, za Karpowem i Janem Timmanem). W środowisku szachowym nazywany był Mistrzem świata białymi z powodu bardzo dobrej gry właśnie tym kolorem bierek.
Duże sukcesy odniósł jako szkoleniowiec. W 1973 r. otrzymał tytuł Zasłużonego Trenera ZSRR. W latach 1969–1978 był stałym trenerem i opiekunem mistrza świata Anatolija Karpowa. Funkcję trenera drużyny narodowej pełnił również podczas szachowej olimpiady w 1974 r. oraz na drużynowych mistrzostwach Europy w 1977 r. Był również uznanym teoretykiem szachowym, wniósł duży wkład w rozwój debiutów szachowych, m.in.: obrony Grünfelda, obrony Nimzowitscha, partii hiszpańskiej i gambitu hetmańskiego.
Najwyższy ranking osiągnął 1 stycznia 1975 r., z wynikiem 2560 punktów dzielił wówczas 27-28. miejsce na światowej liście FIDE.